# NGC 3529
NGC 3529 est une galaxie spirale barrée située dans la constellation de la Coupe. NGC 3529 a été découverte par l'astronome germano-britannique John Herschel en 1835. Cette galaxie a aussi été observée par l'astronome américain Lewis Swift le 11 mai 1898 et elle a été inscrite à l'Index Catalogue sous la cote IC 2625.

## Caractéristiques
Sa vitesse par rapport au fond diffus cosmologique est de 4 111 ± 37 km/s, ce qui correspond à une distance de Hubble de 60,6 ± 4,3 Mpc (∼198 millions d'al).
La classe de luminosité de NGC 3529 est II et elle présente une large raie HI et elle renferme des régions d'hydrogène ionisé.